# Изгубљени (1. сезона)
Прва сезона телевизијске серије Изгубљени почела је са емитовањем 22. септембра 2004. у САД и Канади, приказивала се до 25. маја 2005. године и састојала се од 25 епизода. Серија прати 48 преживелих из авионске несреће, који су насукани на удаљеном острву негде у јужном Пацифику. Принуђени да раде заједно како би преживели, почињу да схватају да ово није обично острво.

## Екипа
Ова сезона серије била је у продукцији студија Touchstone Television, Bad Robot и Grass Skirt Productions и емитована је на каналу ABC у Сједињеним Америчким Државама. Извршни продуценти су били ко-креатор Џеј-Џеј Абрамс, ко-креатор Дејмон Линделоф, Брајан Берк, Џек Бендер и Карлтон Кјуз, са Џесијем Александером и Џефом Пинкнером као извршним консултантима. Сценаристи су били Абрамс, Линделоф, Кјуз, Александер, Пинкнер, извршни ко-продуцент Дејвид Фјури, главни продуцент Хавијер Гриљо-Маршуах, продуцент Леонард Дик, продуценти Едвард Китсис и Адам Хоровиц, ко-продуценткиња Џенифер Џонсон и уредник сценарија Пол Дини.

## Улоге
- Навин Ендруз као Сајид Џара, бивши припадник Ирачке републиканске гарде.[1]
- Емили де Равин као Клер Литлтон, трудна Аустралијанка.[2]
- Метју Фокс као Џек Шепард, хирург, вођа групе и протагониста.[3]
- Хорхе Гарсија као Хјуго „Херли” Рејес, несрећни добитник на лутрији.[4]
- Меги Грејс као Шенон Радерфорд, бивша учитељица плеса и Бунова полусестра.
- Џош Холовеј као Џејмс „Сојер” Форд, ситни преварант.
- Малколм Дејвид Кели као Волт Лојд, Мајклов мали син.
- Данијел Де Ким као Џин-Су Квон, Санин супруг.[5]
- Јунџин Ким као Сан-Хва Квон, ћерка моћног корејског бизнисмена и мафијаша.
- Еванџелин Лили као Кејт Остин, бегунац од закона.
- Доминик Монахан као Чарли Пејс, бивша рок звезда и зависник од наркотика.
- Тери О’Квин као Џон Лок, инвалид који је проходао након пада авиона.
- Харолд Перино као Мајкл Досон, грађевински радник и Волтов отуђени отац.
- Ијан Самерхолдер као Бун Карлајл, главни оперативни директор агенције за венчања његове мајке и Шенонин полубрат.

У улогама су се нашли и бројни споредни ликови, међу којима су били: Л. Скот Калдвел као Роуз Хендерсон, Мира Фурлан као Данијела Русо, Кимберли Џозеф као Синди, Фредрик Лене као Едвард Марс, Вилијам Мејпотер као Итан Ром, Данијел Роубак као Лесли Арц и Џон Тери као Кристијан Шепард. Ана Лусија Кортез, коју је глумила Мишел Родригез, први пут се појавила у овој сезони, али ће постати главни лик тек током друге сезоне.

## Епизоде
Колона „Истакнути лик(ови)” се односи на лик(ове) чија је позадинска прича представљена у флешбековима у тој епизоди.
| Бр. еп. (укупно) | Бр. еп. (у сезони) | Наслов                                                  | Редитељ         | Сценариста                                                                                       | Истакнути лик(ови) | Премијера           | Гледаност у САД (милиони) |
| --- | ------------------ | ------------------------------------------------------- | --------------- | ------------------------------------------------------------------------------------------------ | ------------------ | ------------------- | ------------------------- |
| 1 | 1                  | Пилот (1. део)                                          | Џеј-Џеј Абрамс  | Прича: Џефри Либер, Џеј-Џеј Абрамс и Дејмон Линделоф Теледрама: Џеј-Џеј Абрамс и Дејмон Линделоф | Џек                | 22. септембар 2004. | 18,65                     |
| Лет 815 Океаник ерлајнса, који је био на путу од Сиднеја до Лос Анђелеса, наилази на турбуленцију и распада се у ваздуху, након чега се руши на напуштено тропско острво у јужном Пацифику, са четрдесет и осморо преживелих. Из џунгле се чују мистериозни урлици, а пронађено је и оборено дрвеће. Џек, Кејт и Чарли крећу у џунглу да пронађу пилотску кабину њиховог авиона како би могли да пошаљу сигнал за помоћ користећи радио-предајник. Такође налазе пилота, који је преживео несрећу и обавештава их да је авион скренуо са курса више од хиљаду миља пре него што се срушио, и да ће их спасиоци тражити на погрешном месту. Пилота убрзо убија мистериозно, невидљиво „чудовиште”. Флешбек приказује Џека у авиону. |                    |                                                         |                 |                                                                                                  |                    |                     |                           |
| 2 | 2                  | Пилот (2. део)                                          | Џеј-Џеј Абрамс  | Прича: Џефри Либер, Џеј-Џеј Абрамс и Дејмон Линделоф Теледрама: Џеј-Џеј Абрамс и Дејмон Линделоф | Чарли и Кејт       | 29. септембар 2004. | 17,00                     |
| Кејт, Сајид, Сојер, Чарли, Шенон и Бун крећу да однесу радио-предајник ка унутрашњости острва у покушају да дођу до више тачке и тиме добију бољи сигнал. Успут их напада поларни медвед, којег Сојер пуца и убија га. Не успевају да пошаљу сигнал преко радио-предајника због присуства другог (јачег) сигнала, позива у помоћ (који је превела Шенон) који је послала Францускиња и који се понавља око шеснаест година. На плажи, федерални шериф се буди током операције и пита Џека за Кејт, која је, у флешбеку, приказана да је под пратњом шерифа била у авиону. У другом флешбеку, открива се да је Чарли прокријумчарио малу кесицу хероина у авион. |                    |                                                         |                 |                                                                                                  |                    |                     |                           |
| 3 | 3                  | Празна плоча                                            | Џек Бендер      | Дејмон Линделоф                                                                                  | Кејт               | 6. октобар 2004.    | 16,54                     |
| Џек сазнаје да је Кејт бегунац од закона. Група која је тражила сигнал се враћа, али одлучује да не говори осталима о поруци коју су пронашли. Сојер пуца у шерифа на самрти, мислећи да ће га му тиме скратити муке. Међутим, метком му само пробија плућа, па Џек – који је раније одбио еутаназију сматрајући је убиством – мора да га докрајчи. Флешбекови приказују Кејтин живот на једној аустралијској фарми, све док је шериф не ухапси. |                    |                                                         |                 |                                                                                                  |                    |                     |                           |
| 4 | 4                  | Поход                                                   | Џек Бендер      | Дејвид Фјури                                                                                     | Лок                | 13. октобар 2004.   | 18,16                     |
| Труп авиона, пун лешева у распадању, спаљен је након што га је напала група дивљих свиња. Лок успешно иде у лов на свиње. Он наилази на чудовиште, али никоме не говори о томе. У флешбековима се открива да је Лок био у инвалидским колицима пре авионске несреће и да је поново стекао способност да хода након пада авиона. |                    |                                                         |                 |                                                                                                  |                    |                     |                           |
| 5 | 5                  | Бели зец                                                | Кевин Хукс      | Кристијан Тејлор                                                                                 | Џек                | 20. октобар 2004.   | 16,82                     |
| Бун, у лошем покушају да свима помогне, краде мршаве залихе преостале воде, али се преживели окрећу против њега. Неиспавани Џек јури кроз шуму за оним што изгледа као његов покојни отац и на крају открива пећину са пијаћом водом. Џек прихвата своју улогу вође преживелих. У флешбековима се приказује како Џек одлази у Аустралију да преузме тело свог покојног оца. |                    |                                                         |                 |                                                                                                  |                    |                     |                           |
| 6 | 6                  | Кућа излазећег сунца                                    | Мајкл Зинберг   | Хавијер Гриљо-Маршуах                                                                            | Сан                | 27. октобар 2004.   | 16,83                     |
| Неки од преживелих се селе у пећине, док неки остају на плажи. Лок се трампи Чарлијевим хероином за његову гитару. Џин напада Мајкла јер је узео сат његовог таста. Џин је везан лисицама за олупину авиона. Сан открива Мајклу да говори енглески и објашњава зашто је Џин напао Мајкла, након чега га Мајкл ослобађа. Флешбекови показују да је Џин морао да прихвати посао за Саниног оца како би добио дозволу да је ожени. Једне ноћи, након венчања, Џин се враћа кући покривен нечијом крвљу. Сан потајно планира да напусти Џина (због тога је потајно похађала часове енглеског); међутим, на крају ипак мења мишљење. |                    |                                                         |                 |                                                                                                  |                    |                     |                           |
| 7 | 7                  | Мољац                                                   | Џек Бендер      | Џенифер Џонсон и Пол Дини                                                                        | Чарли              | 3. новембар 2004.   | 18,73                     |
| Чарли пати од симптома одвикавања и тражи од Лока свој хероин, а Лок му каже да ће му вратити дрогу тек када је трећи пут затражи. Чарли ризикује живот да би спасао Џека након што је овај остао заробљен у урушавању пећине. Флешбекови приказују Чарлија и његовог брата Лијама како воде свој бенд Drive Shaft, све док Лијам не увуче Чарлија у зависност од хероина. Годинама касније, Чарли посећује Лијамову кућу у Аустралији и тражи од брата да се поново придружи бенду за њихову повратничку турнеју, али Лијам, сада чист од дрога, одбија. На крају, Чарли трећи пут тражи од Лока свој хероин, али само да би га бацио у ватру. |                    |                                                         |                 |                                                                                                  |                    |                     |                           |
| 8 | 8                  | Човек од поверења                                       | Такер Гејтс     | Дејмон Линделоф                                                                                  | Сојер              | 10. новембар 2004.  | 18,44                     |
| Сојер је осумњичен да је украо Шенонин инхалатор када она добије астматични напад. Сајид мучи Сојера, који открива Кејт да није узео инхалатор. Кејт чита писмо које Сојер увек носи са собом, из кога се сазнаје да је „Сојер” заправо псеудоним. Када је Сојер био дете, човек који се звао Сојер је његову мајку прво увукао у превару а затим и спавао са њом, након чега ју је отац младог Сојера убио, а потом је извршио самоубиство. Млади Сојер се заклео да ће писмо предати правом Сојеру пре него што се освети. Касније је постао преварант и узео име оригиналног Сојера. У флешбековима, Сојер увлачи у превару један брачни пар, али одустаје када сазна да имају сина. Сајид одлази у самоизгнанство, желећи да се суочи са својим поступцима мучења Сојера, како би истражио обалу острва. |                    |                                                         |                 |                                                                                                  |                    |                     |                           |
| 9 | 9                  | Усамљен                                                 | Грег Јејтенс    | Дејвид Фјури                                                                                     | Сајид              | 17. новембар 2004.  | 17,64                     |
| Сајид проналази кабл који излази из океана и води у џунглу. Пратећи га, упада у замку и заробљава га Русо, жена која је послала сигнал за помоћ. Русо говори Сајиду да је била део научног тима који се насукао на острво пре шеснаест година. Она идентификује групу житеља острва, које назива „Други”, као носиоце болести коју су њени сапутници добили, и каже да Други шапућу у џунгли. Сајид успева да побегне, али док покушава да пронађе пут назад до кампа, чује шапутање о коме му је Русо говорила. У флешбековима, Сајид добија задатак да мучи заробљеницу по имену Надија, његову другарицу из детињства. Сајидов надређени му наређује да погуби Надију, али он јој уместо тога помаже да побегне. |                    |                                                         |                 |                                                                                                  |                    |                     |                           |
| 10 | 10                 | Васпитан од стране неког другог                         | Марита Грабијак | Лин Е. Лит                                                                                       | Клер               | 1. децембар 2004.   | 17,15                     |
| Тешко повређени Сајид се враћа у камп и говори осталима о Русо и о томе да на острву има других људи. Клер се буди вриштећи две ноћи заредом и тврди да ју је неко држао и убоо у стомак. Овај напад убеђује Херлија да изврши попис преживелих користећи списак путника, и открива да Итана није било на лету. У флешбековима, Клер сазнаје да је трудна, након чега је њен дечко оставља. Одлази да посети видовњака, који открива да њеној беби прети велика опасност и да не сме да је подиже нико осим ње саме. |                    |                                                         |                 |                                                                                                  |                    |                     |                           |
| 11 | 11                 | Сви најбољи каубоји су имали проблема са својим очевима | Стивен Вилијамс | Хавијер Гриљо-Маршуах                                                                            | Џек                | 8. децембар 2004.   | 18,88                     |
| Након што је Итан киднаповао Клер и Чарлија, две групе, Џек и Кејт, као и Лок и Бун, крећу у потрагу за њима. Џек наилази на Итана, који упозорава да ће један од талаца бити убијен ако наставе потрагу. Џек и Кејт проналазе Чарлија, са траком преко очију и обешеног око врата са гране дрвета. Џек одмах изводи кардиопулмоналну реанимацију и Чарли долази себи. У међувремену, Бун и Лок откривају комад метала закопан у земљи усред шуме. У флешбековима, Џек признаје својим надређенима да је његов отац био под дејством алкохола док је обављао операцију. |                    |                                                         |                 |                                                                                                  |                    |                     |                           |
| 12 | 12                 | Шта год да је у питању                                  | Џек Бендер      | Дејмон Линделоф и Џенифер Џонсон                                                                 | Кејт               | 5. јануар 2005.     | 21,59                     |
| Приликом пливања, Кејт налази шерифов закључани кофер. Џек пристаје да помогне Кејт да отвори кофер ако му покаже шта је унутра. Унутра се налазе пиштољи и играчка авиона. Кејт каже да је авиончић припадао човеку којег је волела — и убила. Шенон помаже Сајиду да преведе неке карте Данијеле Русо. У флешбековима, Кејт учествује у пљачки банке како би повратила авиончић. |                    |                                                         |                 |                                                                                                  |                    |                     |                           |
| 13 | 13                 | Срца и умови                                            | Род Холкомб     | Карлтон Кјуз и Хавијер Гриљо-Маршуах                                                             | Бун                | 12. јануар 2005.    | 20,81                     |
| Веза Сајида и Шенон постаје интимнија. Лок и Бун покушавају да продру у отвор који су пронашли. Бун жели да каже Шенон о отвору, а Лок му даје дрогу који изазива халуцинације, шаљући га на ментално путовање које му на крају помаже да се ослободи Шенон. У флешбековима, Бун покушава да се отараси Шенониног агресивног момка тако што му даје новац да је напусти, али сазнаје да је то била превара коју је организовала Шенон, која затим спава с Буном. |                    |                                                         |                 |                                                                                                  |                    |                     |                           |
| 14 | 14                 | Посебно                                                 | Грег Јетејнс    | Дејвид Фјури                                                                                     | Мајкл и Волт       | 19. јануар 2005.    | 19,69                     |
| Разјарени Мајкл се суочава са Волтом, кога Лок учи вештином баратања ножем, и ангажује га да му помогне у тражењу делова из олупине како би направили сплав, али Волт одлази у џунглу. Мајкл и Лок траже Волтa и откривају га у клопци поларног медведа. Мајкл ризикује живот да спаси Волта и њих двојица се мире. Касније, Лок и Бун налазе Клер како излази из џунгле. У флешбековима, када је Волт био стар само неколико месеци, његова мајка је прихватила посао у Амстердаму и повела га са собом. Касније се удала за колегу по имену Брајан када је Волт имао две године и није дозволила Мајклу да разговара са сином. Годинама касније, Сузан је умрла, а Брајан није желео старатељство над Волтом јер је дечак био „другачији”. |                    |                                                         |                 |                                                                                                  |                    |                     |                           |
| 15 | 15                 | Повратак кући                                           | Кевин Хукс      | Дејмон Линделоф                                                                                  | Чарли              | 9. фебруар 2005.    | 19,48                     |
| Клер се враћа међу преживеле, али последње чега се сећа је лет авионом. Итан се суочава са Чарлијем, претећи да ће убијати остале преживеле једног по једног док не добије Клер назад. Упркос сигурносним мерама, Скот бива убијен. Уз пиштоље из шерифовог кофера и Клер као мамцем, Џек, Кејт, Лок, Сајид и Сојер постављају замку и заробљавају Итана. Иако је план да Итан остане жив, Чарли, жељан освете, убија га. У флешбековима, Чарли покушава да добије новац за дрогу крађом од богате девојке. |                    |                                                         |                 |                                                                                                  |                    |                     |                           |
| 16 | 16                 | Одметници                                               | Џек Бендер      | Дру Годард                                                                                       | Сојер              | 16. фебруар 2005.   | 17,87                     |
| Сан или флешбек приказује убиство/самоубиство Сојерових родитеља. Сојера буди дивља свиња у његовом шатору. Сојер постаје опседнут проналажењем свиње која је упала у његов шатор и одлази у џунглу с Кејт да је пронађе; међутим, не убија је када је пронађе. Даје своје оружје Џеку, који сада држи код себе све ватрено оружје које се налазило у шерифовом коферу. У флешбековима, Сојер у Аустралији прати траг човека за ког верује да је Сојер, који му је уништио живот. Сојер га пуца, али затим сазнаје да је био преварен да убије погрешног човека. Касније схвата да је током времена проведеног у Аустралији такође накратко сусрео Џековог оца. |                    |                                                         |                 |                                                                                                  |                    |                     |                           |
| 17 | 17                 | ...у преводу                                            | Такер Гејтс     | Хавијер Гриљо-Маршуах и Леонард Дик                                                              | Џин                | 23. фебруар 2005.   | 19,49                     |
| Мајкл наставља рад на свом сплаву, који има још само једно слободно место јер је Сојер купио место на сплаву у замену за грађевински материјал. Сплав је запаљен и сви окривљују Џина. Мајкл следећег јутра напада и туче Џина. Сан му тада каже да престане јер Џин није запалио сплав. Сви су изненађени открићем да она говори енглески, укључујући и Џина. Лок каже да су сплав вероватно спалили Други. Мајкл признаје да је сплав изгубљен и одлучује да направи нови. Сан одлази да види Џина, који јој каже да је прекасно да почну испочетка. Џин се враћа на плажу и помаже Мајклу да поново изгради сплав, на којем добија последње место. Волт признаје Локу да је запалио сплав јер је хтео да остану на острву. У флешбековима, открива се да је разлог зашто се Џин једном приликом појавио покривен крвљу то што је пребио човека да би га спасао од смртне казне коју је наложио Санин отац, и да је планирао да оде у Америку са Сан како би започео нови живот. |                    |                                                         |                 |                                                                                                  |                    |                     |                           |
| 18 | 18                 | Бројеви                                                 | Данијел Атијас  | Дејвид Фјури и Бен Флечер                                                                        | Херли              | 2. март 2005.       | 18,85                     |
| Херли открива да неки од Русоиних докумената садрже низове бројева 4, 8, 15, 16, 23 и 42, исте бројеве које је Херли користио да победи на лутрији. Херли полази сам и налази Русо, која каже да не зна шта ти бројеви значе: само да је њен тим првобитно био привучен на острво радио-трансмисијом која је емитовала те бројеве. Такође, открива се да су ти бројеви урезани на отвору у шуми. У флешбековима, Херли осваја лутрију, а током наредних недеља сви око њега суочавају се са несрећама. Он затим открива да је човек који му је први дао те бројеве њих добио из исте трансмисије. |                    |                                                         |                 |                                                                                                  |                    |                     |                           |
| 19 | 19                 | Бог из машине                                           | Роберт Мендел   | Карлтон Кјуз и Дејвид Линделоф                                                                   | Лок                | 30. март 2005.      | 17,75                     |
| Лок открива да губи осећај у ногама. Лок и Бун налазе авиона Бичкрафт 18 срушен на ивици литице. Бун се попне и, користећи радио, шаље позив у помоћ, „Ми смо преживели са Океаник лета 815”, на шта му стиже одговор „Ми смо преживели са Океаник Лета 815”. Авиона пада са литице, а Лок носи тешко повређеног Буна назад у камп. Лок стиже у пећину са Буном и лаже о томе како је Бун повређен, након чега нестаје у џунгли. Док удара на отвор и виче у патњи, унутрашњост отворa одједном се осветљава. У флешбековима, Лок упознаје своје родитеље, а његов отац на превару долази до његовог бубрега. |                    |                                                         |                 |                                                                                                  |                    |                     |                           |
| 20 | 20                 | Не повреди                                              | Стивен Вилијамс | Џенет Тамаро                                                                                     | Џек                | 6. април 2005.      | 17,12                     |
| Бун открива Џеку да су он и Лок пронашли отвор, и да му је Лок рекао да никоме о томе не говори. Упркос Џековим упорним покушајима да га спаси, Бун умире. Шенон и Сајид вечеру са свећама. Клер почиње да се порађа и рађа дечака. Шенон је очајна због Бунове смрти. Флешбекови показују венчање Џека и Саре, његове бивше пацијенткиње коју је „средио” након што је доживела саобраћајну несрећу. |                    |                                                         |                 |                                                                                                  |                    |                     |                           |
| 21 | 21                 | Добре намере                                            | Дејвид Гросман  | Леонард Дик                                                                                      | Сајид              | 4. мај 2005.        | 17,20                     |
| Лок стиже на Бунов погреб и Џек га напада. Лок моли Шенон за опроштај, али безуспешно; уместо тога, Шенон краде кључ од кофера са оружјем од Џека и држи Лока на нишану у џунгли. Сајид обара Шенон управо у тренутку када повуче обарач, а метак само окрзне Локову главу. Сајид касније каже Локу да га одведе до отворa. У флешбековима, Сајид постаје информатор за Аустралијску обавештајну службу и ЦИА, која од њега тражи да се инфилтрира у терористичку ћелију чији је члан његов стари пријатељ Исам. Сајид пристаје на то у замену за информације о Надији и издаје Исама, који се потом убија. |                    |                                                         |                 |                                                                                                  |                    |                     |                           |
| 22 | 22                 | Рођена да бежи                                          | Такер Гејтс     | Прича: Хавијер Гриљо-Маршуах Теледрама: Едвард Китсис и Адам Хоровиц                             | Кејт               | 11. мај 2005.       | 17,10                     |
| Сајид и Лок показују отвор Џеку, који верује да га треба отворити. Волт упозорава Лока да не отвара отвор, иако није знао за његово постојање. Кејт тражи место на сплаву, претећи да ће заузети Сојерово место. Након што је отрован, Мајкл одузима Сојеру право на место на сплаву. Сојер свима открива да је Кејт била под пратњом шерифа у авиону. Волт признаје Мајклу да је он одговоран за пожар који је уништио први сплав и, иако му Мајкл каже да могу остати на острву, Волт инсистира да морају да оду. Џек открива од Сан да је отров био намењен Џину. У флешбековима, Кејт се враћа у свој родни град да види своју мајку на самрти и среће се с бившим дечком Томом Бренаном. Уз његову помоћ, Кејт успева да остане насамо с мајком, која почиње да виче у помоћ када је угледа. Она и Том покушавају да побегну од полиције, а Кејт удара аутомобил. Том гине, а она успева да побегне.                                                                          |                    |                                                         |                 |                                                                                                  |                    |                     |                           |
| 23 | 23                 | Излазак (1. део)                                        | Џек Бендер      | Дејмон Линделоф и Карлтон Кјуз                                                                   | разни              | 18. мај 2005.       | 18,62                     |
| Русо стиже на плажу да упозори преживеле да Други долазе и прича им још о својој причи. Била је трудна када је дошла на острво пре шеснаест година, али су Други — које је најављивао стуб црног дима — киднаповали њену бебу, коју никада више није видела. Ускоро се у даљини види стуб црног дима. Џек, Лок и Сајид причају Русо о отвору и о томе да га треба отворити, можда уз помоћ динамита. Русо нуди да их одведе до Црне стене да набаве динамит. Џек, Лок, Кејт, Херли, Арц и Русо стижу до Црне стијене, великог робовласничког брода насуканог у унутрашњости острва. Пре него што Волт оде сплавом, оставља Шенон свог пса Винсента. У међувремену, Чарли скупља поруке које ће ставити у боцу на сплаву. У флешбековима, неки од преживелих су приказани у последњим сатима пре лета. |                    |                                                         |                 |                                                                                                  |                    |                     |                           |
| 24 | 24                 | Излазак (2. део)                                        | Џек Бендер      | Дејмон Линделоф и Карлтон Кјуз                                                                   | разни              | 25. мај 2005.       | 20,71                     |
| Џек, Кејт, Херли и Лок узимају динамит са Црне стене, а Арц експлодира док неправилно рукује динамитом. Потом срећу чудовиште — облак црног дима. Русо отима Клерину бебу, коју је Клер назвала Арон. Сајид претпоставља да Русо намерава да размени Клерину бебу за своје дете с Другима, па креће са Чарлијем за њом. Флешбекови настављају да приказује последње сате путника пре лета. |                    |                                                         |                 |                                                                                                  |                    |                     |                           |
| 25 | 25                 | Излазак (3. део)                                        | Џек Бендер      | Дејмон Линделоф и Карлтон Кјуз                                                                   | разни              | 25. мај 2005.       | 20,71                     |
| Чарли и Сајид крећу према стубу црног дима и на путу такође наилазе на авион трговаца дрогом, за који Сајид — не знајући за Чарлијеву прошлост с хероином и његово недавнo одвикавање — открива да је пун хероина. Чарли је у конфликту да ли да узме дрогу. Када Сајид и Чарли стигну на плажу с црним димом, не налазе друге људе, само ватру и Русо с Ароном. Она враћа Арона и каже им да је чула Друге како кажу да иду за „дечаком”. Посадa сплава наилази на брод. Бродска посада испоставља се као непријатељска и захтева да им предају Волда (глас који је Русо чула се односио на Мајкловог — а не на Клериног сина). Сојер бива рањен и пада у воду, а Џин иде за њим. Мајкл такође бива бачен у воду; док група хвата Волта, на сплав је бачен експлозив, који га уништава. У међувремену, Џек, Кејт, Лок и Херли разбијају отвор, откривајући веома дубоку мрачну рупу са поломљеним мердевинама.                                                                    |                    |                                                         |                 |                                                                                                  |                    |                     |                           |